# Bafoussam
Bafoussam (chiamata anche Bafusam, Befoussam o Bafousam) è la capitale del dipartimento di Mifi, in Camerun. 
È sede vescovile cattolica.